# Fred Grandy
Fredrick Lawrence Grandy, detto Fred (Sioux City, 29 giugno 1948), è un attore e politico statunitense.
Fu uno dei protagonisti della serie tv americana ambientata sulle navi da crociera Love Boat. Il suo personaggio era Gopher, uno "Chief Purser" ossia il responsabile del dipartimento Hotel nelle operazioni di assistenza e informazione a bordo. Dopo aver interpretato questo ruolo, Grandy divenne attivo politicamente e servì quattro mandati da deputato alla Camera dei Rappresentanti per lo stato dell'Iowa, riconoscendo di dovere il successo in politica al personaggio interpretato in Love Boat.

## Biografia
Nato a Sioux City, nel 1970 ottenne un bachelor all'Università di Harvard e studiò la lingua francese e quella Araba.
Dopo essere diventato attore, Grandy lavorò in alcune note serie televisive degli anni settanta e ottanta, come Maude e Love Boat (dove interpretò uno dei personaggi principali per nove stagioni).
Nel 1986 entrò ufficialmente in politica con il Partito Repubblicano e si candidò alla Camera dei Rappresentanti come deputato per il suo stato, l'Iowa. Vinse con più di tremila voti le elezioni. La sua carriera politica durò quattro mandati, finché nel 1994 lasciò la Camera per tentare infruttuosamente l'elezione a governatore.
Dal 1995 al 2000 fu amministratore delegato della Goodwill Industries e in seguito commentatore politico per la National Public Radio.
Divenne poi docente all'Università del Maryland ed entrò a far parte della Chiesa Episcopale. Successivamente gli venne affidata la conduzione di un talk-show su 630 WMAL-AM a Washington.

## Filmografia parziale

### Cinema
- Anno 2000 - La corsa della morte (Death Race 2000), regia di Paul Bartel (1975)

### Televisione
- Love, American Style – serie TV, un episodio (1973)
- Una ragazza molto brutta (The Girl Most Likely To...), regia di Lee Philips – film TV (1973)
- Maude – serie TV, 7 episodi (1973-1974)
- Mary Tyler Moore – serie TV, un episodio (1975)
- Phyllis – serie TV, un episodio (1975)
- Doc – serie TV, 2 episodi (1975-1976)
- Monster Squad – serie TV, 13 episodi (1976-1977)
- Quincy (Quincy, M.E.) – serie TV, un episodio (1977)
- I ragazzi del sabato sera (Welcome Back, Kotter) – serie TV, un episodio (1977)
- Love Boat (The Love Boat) – serie TV, 246 episodi (1977-1986)
- Fantasilandia (Fantasy Island) – serie TV, 3 episodi (1978-1979)
- Charlie's Angels – serie TV, un episodio (1979)
- Matt Houston – serie TV, un episodio (1983)
- New York New York (Cagney & Lacey) – serie TV, un episodio (1984)
- Law & Order - I due volti della giustizia (Law & Order) – serie TV, un episodio (2003)
- The Mindy Project – serie TV, 9 episodi (2014-2017)
- General Hospital – serie TV, 2 episodi (2017)
- Grandi notizie (Great News) – serie TV, un episodio (2017)
- Knight Squad – serie TV, 5 episodi (2018-2019)
- Lex & Presley (Side Hustle) – serie TV, un episodio (2021)

## Doppiatori italiani
Nelle versioni in italiano delle opere in cui ha recitato, Fred Grandy è stato doppiato da:
- Stefano Onofri in Una ragazza molto brutta
- Teo Bellia in Love Boat (2ª voce)